# Cageri
Cageri – miasto w Gruzji, w regionie Racza-Leczchumi i Dolna Swanetia. W 2014 roku liczyło 1320 mieszkańców.